# Вильярройя, Франсиско
Франси́ско Хавье́р Пе́рес Вильярро́йя (исп. Francisco Javier Pérez Villarroya; родился 6 августа 1966 года, Сарагоса, Испания) — испанский футболист, полузащитник известный по выступлениям за «Сарагосу», «Реал Мадрид» и сборной Испании. Участник чемпионата мира 1990 года.

## Клубная карьера
Вильярройя воспитанник клуба «Сарагоса». 9 сентября 1984 года в матче против «Барселоны» он дебютировал в Ла Лиге. После этого Франсиско два сезона выступал за команду резервистов, только в 1987 году он стал футболистом основного состава. В сезоне 1985/1986 года он стал обладателем Кубка Испании, хотя его вклад в победу был небольшим. За «Сарагосу» в чемпионате Испании Вильярройя провёл 100 матчей.
В 1990 году он перешёл в мадридский «Реал». 8 сентября в поединке против Севильи Франсиско дебютировал за новую команду. В составе королевского клуба Вильярройя во второй раз стал обладателем национального кубка и дважды завоевал Суперкубок Испании. В 1994 году Франсиско перешёл в «Депортиво Ла-Корунья». 24 сентября в матче против «Эспаньола» он дебютировал за новую команду. В первом же сезоне Вильярройя стал серебряным призёром первенства Испании, а также вновь стал обладателем Суперкубка и кубка Испании. После двух сезонов он покинул команду и перешёл в хихонский «Спортинг». 2 сентября в поединке против «Эспаньола» он дебютировал за клуб. В 1999 году Вильярройя завершил карьеру в команде Сегунды «Бадахос».

## Карьера в сборной
20 сентября 1989 года в товарищеском матче против сборной Польши Вильярройя дебютировал за сборную Испании. В 1990 году Франсиско попал в заявку национальной команды на участие в чемпионате мира в Италии. На турнире он сыграл в поединках против сборных Югославии, Уругвая, Южной Кореи и Бельгии.

## Достижения
Командные
 «Сарагоса»
- Обладатель Кубка Испании — 1985/1986

 «Реал Мадрид»
- Обладатель Кубка Испании — 1992/1993
- Обладатель Суперкубка Испании — 1990
- Обладатель Суперкубка Испании — 1993

 «Депортиво Ла-Корунья»
- Обладатель Кубка Испании — 1994/1995
- Обладатель Суперкубка Испании — 1995